# Jey Uso
Joshua Samuel Fatu (São Francisco, 22 de agosto de 1985) é um lutador profissional americano. Ele trabalha atualmente para a WWE, na marca Raw sob o nome de ringue Jey Uso, onde foi uma vez campeão mundial dos pesos pesados. Ele é membro da renomada família Anoaʻi de lutadores profissionais de Samoa.
Treinado desde a infância por seu pai, Rikishi, membro do Hall da Fama da WWE, Fatu estreou no então território de desenvolvimento da WWE, Florida Championship Wrestling (FCW), em 2009, e lutou como Jules Uso ao lado de seu irmão gêmeo, Jimmy, como The Usos, onde se tornaram campeões de duplas da Flórida FCW. Eles foram transferidos para o plantel principal no ano seguinte. Enquanto estavam no plantel principal, eles foram gerenciados por sua prima Tamina Snuka e pela esposa de Jimmy, Naomi. De julho de 2021 a junho de 2023, ele fez parte do grupo de vilões, The Bloodline, com seu primo uma vez afastado e líder do grupo Roman Reigns e seus irmãos Jimmy e Solo Sikoa.
Durante seu tempo como parte dos Usos, Fatu ganhou o prêmio de deter o recorde de maior reinado de campeonato de duplas masculino na história da WWE, com 622 dias, o que foi conquistado em seu quinto reinado com o Campeonato de Duplas do SmackDown. Eles são oito vezes campeões de duplas na WWE, conquistando o Campeonato de Duplas do Raw três vezes e ganhando o Slammy Award de Tag Team do Ano em 2014 e 2015. Em 2017, eles ganharam o Campeonato de Duplas do SmackDown em três ocasiões, seguido por um quarto reinado em 2019 e um quinto reinado em 2021. Eles são a primeira equipe a vencer os Campeonato de Duplas do Raw e SmackDown e a primeira equipe a mantê-los simultaneamente como o Campeonato Indiscutível de Duplas da WWE.
Como lutador profissional solo, Fatu venceu a categoria Feud of the Year (Rivalidade do Ano) de 2020 por sua rivalidade com Roman Reigns pela CBS Sports, e venceu o André the Giant Memorial Battle Royal de 2021. Mais tarde, ele ganharia o Campeonato Indiscutível de Duplas da WWE com Cody Rhodes, marcando seu quarto reinado com o Campeonato de Duplas do Raw e o sexto reinado com o Campeonato de Duplas do SmackDown. Em setembro de 2024, ele conquistou o Campeonato Intercontinental da WWE, o primeiro título individual de sua carreira.
Em 1º de fevereiro de 2025, Jey Uso venceu o Royal Rumble masculino.

## Início de vida
Joshua Samuel Fatu nasceu em São Francisco, Califórnia, em 22 de agosto de 1985, nove minutos depois de seu irmão gêmeo, Jonathan Solofa, filho de Talisua Fuavai e do lutador profissional Solofa Fatu Jr. Ele é descendente de samoanos e membro da família Anoaʻi. Fatu estudou na Escambia High School, em Pensacola, Flórida, onde jogou futebol americano de forma competitiva. De 2003 a 2005, continuou sua carreira no esporte como linebacker pela University of West Alabama.

## Carreira no futebol americano
Fatu estudou e jogou como linebacker pela University of West Alabama. Antes da temporada de 2005, o técnico principal de futebol americano da UWA, Sam McCorkle, destacou Fatu como um dos jogadores a serem observados em um artigo do Tuscaloosa News. McCorkle esperava que Josh Fatu, que anteriormente havia ficado de fora por razões acadêmicas, pudesse fortalecer a defesa do time. No entanto, a temporada não saiu como Fatu esperava.
Percebendo que sua carreira no futebol americano não estava seguindo o caminho desejado, Fatu e seu irmão Jonathan decidiram seguir os passos de seu pai, Solofa (Rikishi), e de seu tio, Eddie (Umaga), ingressando no mundo do wrestling profissional.

## Carreira na luta livre profissional

### Início de carreira (2007–2009)
Como Joshua Fatu, ele fez sua estreia no wrestling profissional pela World Xtreme Wrestling (WXW) ao lado de seu irmão, Jonathan Fatu, formando a dupla The Fatu Twins em Milton, Flórida, em 8 de junho de 2007. Em 12 de dezembro de 2008, Joshua apareceu no evento NWA Prime Time da National Wrestling Alliance (NWA) em Columbus, Geórgia, sob o nome Josh Fatu. Ele e seu irmão competiram como a dupla The Samoan Soldiers. Em 2009, os dois lutaram juntos em duas ocasiões pela Xtreme Championship Wrestling (XCW) em Decatur e North Richland Hills, Texas.

### World Wrestling Entertainment / WWE

#### Florida Championship Wrestling (2010)
Joshua fez sua estreia sob o nome de "Jules Uso", formando uma dupla com seu irmão chamada The Uso Brothers em 2010. Eles tiveram sua primeira vitória em 14 de janeiro ao derrotar The Rotundo Brothers (Duke e Bo). Em 18 de fevereiro, os Rotundo se uniram a Wes Brisco para derrotar The Usos e Donny Marlow. Eles continuaram sua aliança com Marlow nas gravações de televisão de 25 de fevereiro, quando ele os acompanhou ao ringue em uma vitória contra Titus O'Neil e Big E Langston. No mês seguinte, os Usos passaram a contar com uma manager, Sarona Snuka. Em 13 de março, derrotaram The Fortunate Sons (Joe Hennig e Brett DiBiase) para conquistarem o Campeonato de Duplas da FCW. A primeira defesa bem-sucedida do título aconteceu nas gravações de 18 de março, quando venceram The Dudebusters (Trent Baretta e Caylen Croft). Eles seguiram defendendo o campeonato contra Percy Watson e Darren Young, Hunico e Tito Nieves, Skip Sheffield e Darren Young, além de The Dudebusters, que foram derrotados por desqualificação após Tamina puxar o árbitro para impedir a contagem do pinfall. Em 3 de junho, The Usos perderam o Campeonato de Duplas da FCW para Los Aviadores (Hunico e Dos Equis).

#### Primeiros dias como The Usos (2010–2016)

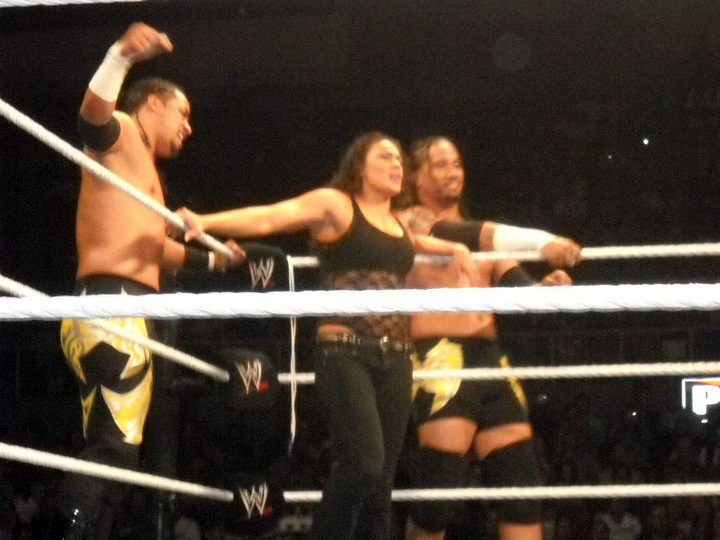
The Usos com Tamina em setembro de 2010

No episódio do Raw de 24 de maio de 2010, The Usos (com Jules agora lutando como Jey Uso) e Tamina fizeram sua estreia como vilões atacando os campeões unificados de duplas da WWE, The Hart Dynasty (Tyson Kidd, David Hart Smith e Natalya). Na semana seguinte, o gerente geral do Raw, Bret Hart, anunciou que havia contratado o trio. Naquela noite, The Usos e Tamina fizeram uma promo afirmando que buscavam respeito para suas famílias, mas foram interrompidos e atacados por The Hart Dynasty, que buscavam vingança pelo ataque surpresa da semana anterior. No episódio de 7 de junho do Raw, The Usos tentaram atacar The Hart Dynasty novamente, mas acabaram sendo dominados. Eles fizeram sua estreia no ringue da marca em 17 de junho no Superstars, derrotando Goldust e Mark Henry. Três dias depois, fizeram sua estreia em pay-per-view no Fatal 4-Way, mas foram derrotados pela Hart Dynasty em uma luta de trios mistos. The Usos estavam programados para enfrentar The Hart Dynasty no Raw de 28 de junho, mas o combate nunca começou, pois atacaram seus adversários antes do início da luta. A primeira vitória de The Usos sobre The Hart Dynasty veio em 12 de julho, quando Jey fez o pin em Smith durante uma luta de trios mistos no Raw. Eles desafiaram The Hart Dynasty pelo Campeonato Unificado de Duplas da WWE no Money in the Bank de 18 de julho, mas não conseguiram conquistar o título. No episódio de 26 de julho do Raw, Jey enfrentou Randy Orton em sua primeira luta solo na marca, mas foi derrotado. No Night of Champions, em 19 de setembro, The Usos participaram de uma luta de duplas turmoil pelo Campeonato de Duplas da WWE, eliminando The Hart Dynasty e a dupla de Vladimir Kozlov e Santino Marella, antes de serem eliminados por Mark Henry e Evan Bourne. Em 6 de dezembro, no Raw, participaram de uma luta fatal four-way de duplas, mas foram eliminados. Após a luta, Tamina decidiu permanecer ao lado de Marella e Kozlov, que venceram a disputa e se tornaram campeões, marcando sua virada para face e deixando The Usos.
Em 26 de abril de 2011, The Usos foram transferidos para a marca SmackDown como parte do WWE Supplemental Draft de 2011. No episódio de 2 de junho do Superstars, eles fizeram a transição para babyfaces ao enfrentarem The Corre (Justin Gabriel e Heath Slater), em uma luta que terminaram derrotados. Durante esse período, The Usos começaram a realizar o Siva Tau, uma dança tradicional de guerra de Samoa, como parte da entrada no ringue, usando a dança para mostrar sua força e se energizar. Eles realizaram essa entrada até virarem vilões em 2016. No episódio de 29 de julho do SmackDown, The Usos desafiaram David Otunga e Michael McGillicutty pelo Campeonato de Duplas da WWE, mas não conseguiram conquistar os títulos.

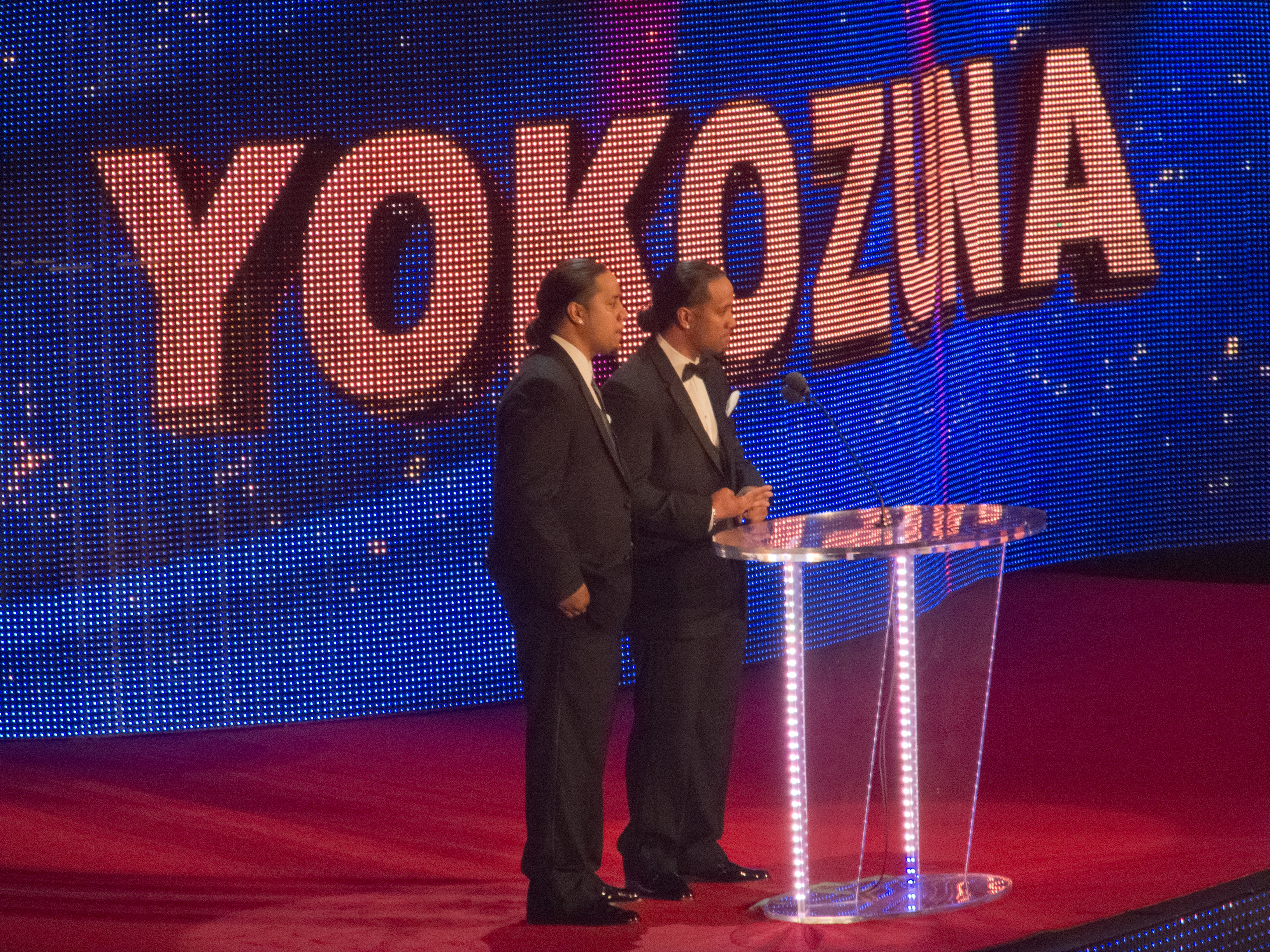
The Usos na cerimônia do Hall da Fama da WWE, apresentando seu primo Yokozuna.

The Usos começaram a aparecer na quinta temporada do NXT em setembro de 2011, realizando ataques pós-luta na equipe de Darren Young e JTG. Em 27 de setembro, no episódio do NXT Redemption, The Usos derrotaram Young e JTG. No entanto, assim como em sua estreia no NXT, eles foram atacados após a vitória por outra dupla estreante, Curt Hawkins e Tyler Reks, e perderam para Hawkins e Reks na semana seguinte. Nos meses seguintes e em 2012, The Usos trocaram vitórias com Hawkins e Reks no NXT, enquanto continuavam a ser derrotados por Primo e Epico no SmackDown. Eles também entraram em uma rivalidade com JTG, que havia se tornado namorado de Tamina. Em março de 2012, The Usos iniciaram uma rivalidade com Darren Young e Titus O'Neil, depois que os dois zombaram da dança Siva Tau dos Usos antes das lutas. Embora The Usos tenham vencido Young e O'Neil em combates de duplas, continuaram sendo derrotados em lutas individuais. The Usos então começaram uma rivalidade com The Ascension (Conor O'Brian e Kenneth Cameron) no episódio de 15 de agosto do NXT, onde um combate entre as duas duplas terminou com a desqualificação de The Ascension; após a luta, The Ascension atacou os Usos. No episódio de 5 de setembro do NXT, The Ascension derrotou The Usos. Em 17 de outubro, The Usos se uniram a Richie Steamboat, mas perderam para The Ascension e Kassius Ohno no NXT. A rivalidade dos Usos com The Ascension foi encerrada quando Cameron foi liberado da WWE.
Em 1º de abril, na WrestleMania XXVIII, The Usos lutaram sem sucesso pelo Campeonato de Duplas da WWE em uma luta triple threat de duplas, na luta dark do evento, contra os campeões Primo e Epico e Tyson Kidd e Justin Gabriel, com os campeões defendendo com sucesso seus títulos. No No Way Out, em 17 de junho, The Usos enfrentaram Primo e Epico, Justin Gabriel e Tyson Kidd, e The Prime Time Players em uma luta Fatal-4-Way de duplas para determinar os desafiantes número 1 pelos títulos de duplas da WWE, mas não tiveram sucesso. No episódio de 16 de julho do Raw, The Usos fizeram uma aparição dançando com seu pai, Rikishi, após ele fazer seu retorno com a participação "Blast from the Past" derrotando Heath Slater. No episódio de 7 de setembro do SmackDown, The Usos não conseguiram vencer uma luta triple threat para determinar os desafiantes número 1 pelo título de duplas da WWE contra The Prime Time Players e Primo e Epico.

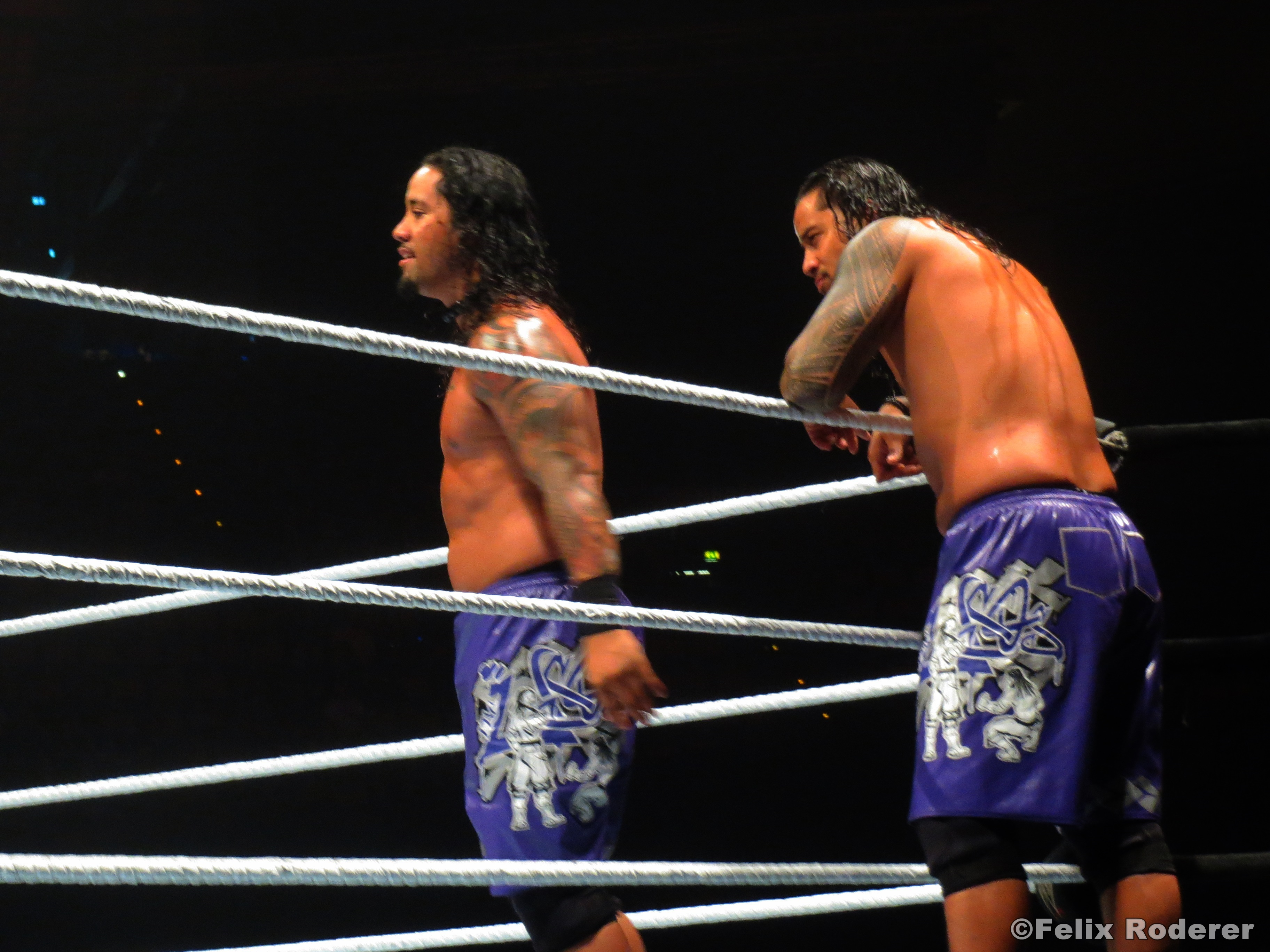
The Usos em novembro de 2013.

No episódio do Raw de 3 de junho, os Usos começaram a usar pintura facial semelhante à de seu falecido tio Eddie Fatu, também conhecido como Umaga, como forma de destacar ainda mais sua cultura samoana. No Money in the Bank, The Usos desafiaram The Shield (Seth Rollins e Roman Reigns) pelo título, mas não tiveram sucesso. Em 27 de outubro, participaram de uma luta triple-threat contra a equipe de Cody Rhodes e Goldust e The Shield no Hell in a Cell, que eles não conseguiram vencer. The Usos também estiveram envolvidos na tradicional luta de eliminação do Survivor Series em 24 de novembro, formando uma equipe com Rey Mysterio, Cody Rhodes e Goldust, mas perderam para The Real Americans (Antonio Cesaro e Jack Swagger) e The Shield.
No início de 2014, The Usos começaram uma sequência de vitórias e passaram a exigir uma luta pelo Campeonato de Duplas contra The New Age Outlaws. Eles receberam sua oportunidade pelo título no Elimination Chamber, em 23 de fevereiro, mas mais uma vez não tiveram sucesso. No episódio de 3 de março do Raw, The Usos derrotaram os Outlaws para conquistar o título. No pré-show da WrestleMania XXX, em 6 de abril, The Usos defenderam com sucesso seus títulos em uma luta de eliminação fatal four-way contra Ryback e Curtis Axel, The Real Americans e Los Matadores. The Usos então começaram uma rivalidade com The Wyatt Family, mantendo os títulos contra Harper e Rowan no Money in the Bank em 29 de junho e em uma luta de duas quedas no Battleground em 20 de julho. The Usos perderam o título para Goldust e Stardust no Night of Champions em 21 de setembro, encerrando seu reinado de 202 dias.

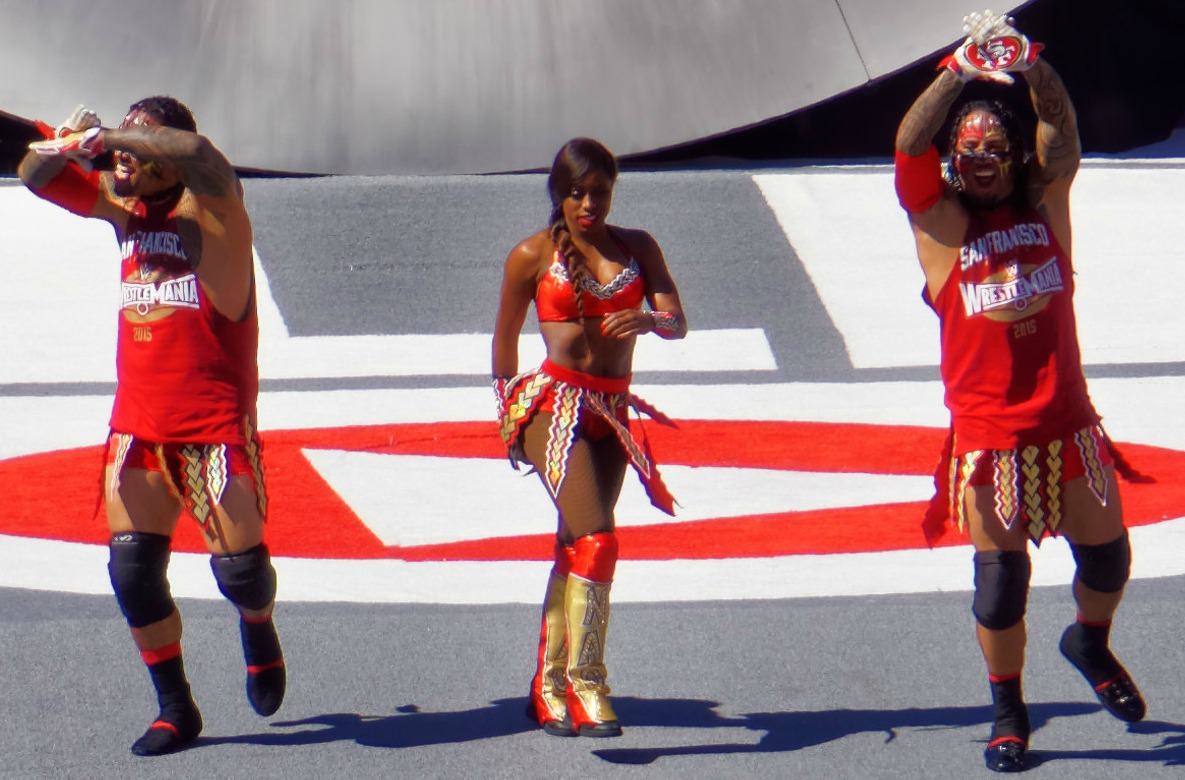
The Usos com Naomi fazendo sua entrada no ringue no pré-show da WrestleMania 31 em março de 2015.

No episódio de 29 de dezembro do Raw, The Usos reconquistaram os títulos de The Miz e Damien Mizdow após um confronto com eles devido às oportunidades de entretenimento de Naomi. No entanto, perderam os títulos no Fastlane, em 22 de fevereiro, para Tyson Kidd e Cesaro. Em uma revanche na noite seguinte, no Raw, The Usos não conseguiram recuperar os títulos devido à interferência de Natalya, que resultou em uma vitória por desqualificação. Nas gravações de 9 de março do SmackDown , Jey Uso sofreu uma lesão legítima no ombro. No pré-show da WrestleMania 31, em 29 de março, eles competiram em uma luta fatal four-way pelo título de duplas, a qual perderam, e Jey agravou ainda mais a lesão no ombro.
Após Jey sofrer uma deslocação anterior do ombro no braço esquerdo, ele ficou fora da televisão da WWE por cerca de seis meses. Ele retornou no episódio de 2 de novembro do Raw, ao lado de seu irmão Jimmy, como uma surpresa para se juntar ao primo Roman Reigns, Dean Ambrose e Ryback em uma luta de eliminação de equipes Survivor Series contra Seth Rollins, Kevin Owens e The New Day. The Usos, junto com Reigns, Ambrose e Ryback, saíram vitoriosos na luta. No episódio de 30 de novembro do Raw, The Usos competiram em uma luta de duplas para determinar os desafiantes número #1 contra Lucha Dragons, que terminou em uma desqualificação dupla quando The New Day atacou ambas as equipes. Mais tarde naquela noite, Stephanie McMahon disse aos Usos que eles seriam inseridos na luta pelo título de duplas no pay-per-view TLC se Roman Reigns derrotasse Sheamus no evento principal da noite em 5 minutos e 15 segundos, o que aconteceu por desqualificação. No TLC, em 13 de dezembro, The Usos competiram, mas perderam a luta. The Usos ganharam o prêmio Slammy Award no episódio de 21 de dezembro do Raw como "Tag Team do Ano" (Dupla do Ano).
No Royal Rumble, The Usos desafiou sem sucesso The New Day pelo Campeonato de Duplas da WWE. Em fevereiro, The Usos entraram em uma rivalidade com os Dudley Boyz, depois que eles colocaram The Usos nas mesas após derrotar The New Day e Mark Henry em uma luta de mesas de quartetos. No kickoff da WrestleMania 32, The Usos derrotaram The Dudley Boyz, mas na noite seguinte no Raw, eles foram derrotados pelos Dudleys em uma luta de mesas. No episódio do Raw de 11 de abril, The Usos derrotaram The Social Outcasts na primeira rodada de um torneio de duplas. Após a luta, eles foram atacados por Luke Gallows e Karl Anderson. Na semana seguinte no Raw, The Usos perderam para The Vaudevillains na rodada semifinal. No episódio de 2 de maio do Raw, The Usos e Roman Reigns foram derrotados por AJ Styles, Gallows e Anderson em uma luta de trios quando Styles fez o pin em Jey. No Extreme Rules, os Usos foram derrotados por Gallows e Anderson em uma luta Texas Tornado. Mais tarde naquela noite, eles ajudaram Roman Reigns a manter o título no evento principal.

#### Domínio na divisão de duplas (2016–2020)
Em 19 de julho, no draft da WWE de 2016, The Usos foram convocados para o SmackDown trabalhando nos pré-shows do Battleground e do SummerSlam. Então, eles entraram em um torneio de 8 duplas para determinar os detentores inaugurais do Campeonato de Duplas do SmackDown. No episódio de 6 de setembro do SmackDown, os Usos viraram vilões pela primeira vez desde 2011, quando atacaram American Alpha depois de perder para eles em 28 segundos nas semifinais. No Backlash, os Usos derrotaram os Hype Bros antes de enfrentar Heath Slater e Rhyno na final do torneio, mas foram derrotados. Os Usos enfrentaram os novos campeões no No Mercy, onde foram derrotados novamente. Como parte de sua virada para vilões, eles adotaram uma nova gimmick com uma atitude de rua e comportamento agressivo. Os Usos participaram de uma luta 5 contra 5 Survivor Series de duplas de eliminação no Survivor Series, onde perderam para Cesaro e Sheamus do Time Raw. Os Usos reacenderiam sua rivalidade com o American Alpha após o Elimination Chamber depois de atacarem o American Alpha.
No episódio de 21 de março de 2017 do SmackDown, The Usos derrotaram American Alpha para ganhar o Campeonato de Duplas do SmackDown, tornando-se o primeiro time a vencer o Raw (anteriormente Campeonato de Duplas da WWE) e o Campeonato de Duplas do SmackDown. No episódio de 11 de abril do SmackDown Live, The Usos tiveram sucesso em sua primeira defesa de título ao derrotar American Alpha em uma revanche, encerrando a rivalidade. Eles mantiveram os títulos no Backlash contra Breezango (Tyler Breeze e Fandango) e no Money in the Bank contra The New Day, mas os perderam no Battleground para The New Day, encerrando seu reinado de 124 dias. Em 20 de agosto, no pré-show do SummerSlam, The Usos derrotou The New Day para recapturar os títulos. Seu reinado terminou no episódio de 12 de setembro do SmackDown Live depois que eles perderam para o The New Day em uma luta Sin City Street Fight, mas recuperaram no Hell in a Cell. No episódio de 10 de outubro do SmackDown Live, The Usos afirmaram que tinham respeito pelo The New Day, tornando-se novamente os favoritos dos fãs.
No Survivor Series, eles derrotaram os campeões de duplas do Raw, Cesaro e Sheamus, em uma luta entre marcas Campeão vs. Campeão. No Clash of Champions, The Usos manteve o título em uma luta fatal four-way de duplas contra Chad Gable e Shelton Benjamin, The New Day (Big E e Kofi Kingston) e Rusev e Aiden English. No Royal Rumble, os Usos mantiveram os títulos contra Gable e Benjamin em uma luta de duas quedas, vencendo por 2–0. Eles renovariam sua rivalidade com o New Day, culminando em uma luta pelo título no Fastlane, que terminaria sem resultado devido à interferência dos The Bludgeon Brothers. Na WrestleMania 34, The Usos lutou no card principal da WrestleMania pela primeira vez, onde defenderam os títulos contra The New Day e The Bludgeon Brothers em uma luta triple threat de duplas, mas perderam os cinturões para The Bludgeon Brothers após Harper fazer o pin em Kofi Kingston. Isso encerrou seu reinado em 182 dias, estabelecendo um recorde para o reinado mais longo do Campeonato de Duplas do SmackDown. No SmackDown após a WrestleMania, The Usos derrotaria o New Day para ganhar uma revanche contra os Bludgeon Brothers pelo Campeonato de Duplas do SmackDown no Greatest Royal Rumble. No evento de 27 de abril, os Usos foram derrotados quando Rowan fez o pin em Jey.

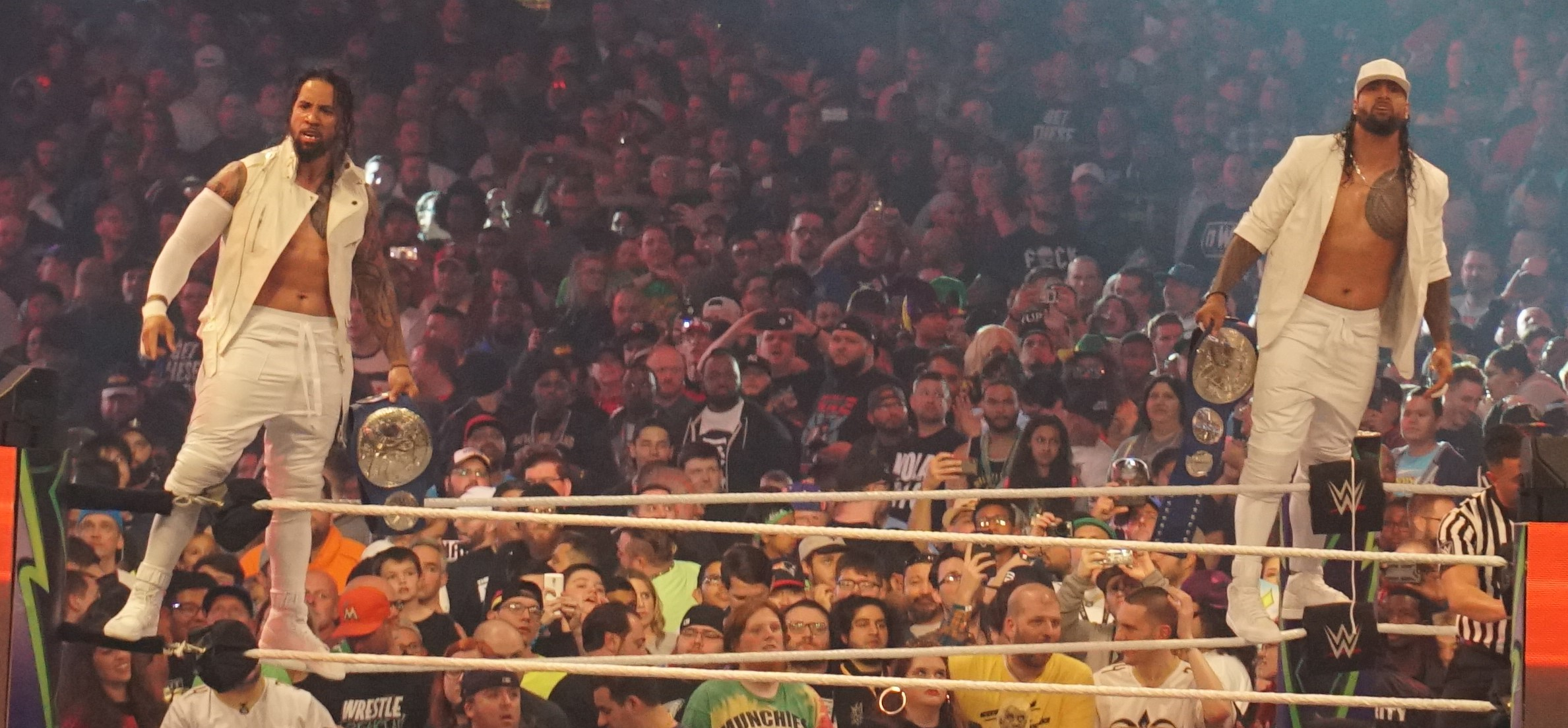
The Usos como campeões de duplas do SmackDown na WrestleMania 35.

No episódio de 22 de maio do SmackDown, The Usos tentaram ganhar outra luta pelo título no Money in the Bank, mas foram derrotados por Luke Gallows e Karl Anderson. Após a derrota, os Usos começaram a não conseguir ganhar inúmeras oportunidades de título, incluindo uma luta de duplas contra o retorno do Team Hell No (Daniel Bryan e Kane) no episódio de 3 de julho do SmackDown e perdendo na primeira rodada de um torneio de desafiante número um para The Bar (Cesaro e Sheamus) no episódio de 31 de julho do SmackDown. Depois de meses sem grande destaque na divisão, os Usos começaram a ganhar impulso, começando com o Survivor Series, onde eles, como capitães do Time SmackDown, onde eles foram os únicos sobreviventes da luta 10 contra 10 de eliminação, garantindo a única vitória do SmackDown sobre o Raw. Eles desafiariam The Bar pelo Campeonato de Duplas do SmackDown em uma luta triple threat, que também incluiu o New Day no TLC, mas não conseguiram conquistar os títulos.
No episódio de 29 de janeiro de 2019 do SmackDown, eles derrotaram The Bar, The New Day e a nova dupla do SmackDown Heavy Machinery (Otis e Tucker) para conseguir uma luta pelo Campeonato de Duplas do SmackDown no Elimination Chamber, onde derrotaram Shane McMahon e The Miz, ganhando os títulos pela quarta vez. No episódio de 26 de março do SmackDown, os Usos participaram de uma luta gauntlet de duplas, na qual abriram mão da vitória para seus antigos rivais de longa data, The New Day, como um gesto de respeito e para ajudar Kofi Kingston a conquistar uma luta pelo Campeonato da WWE na WrestleMania. Como punição no enredo por seu feito, eles foram escalados para defender os títulos contra The Bar, Aleister Black e Ricochet, e Shinsuke Nakamura e Rusev em um luta fatal 4-way de duplas na WrestleMania 35, onde eles mantiveram o título. Dois dias depois, no episódio de 9 de abril do SmackDown, The Usos perdeu o título para Hardy Boyz.
Como parte do WWE Superstar Shake-up de 2019, os Usos foram transferidos para a marca Raw. Eles entraram em uma rivalidade com The Revival (Dash Wilder e Scott Dawson) no Raw, enquanto também entraram em uma rivalidade com Daniel Bryan e Rowan no SmackDown, graças à nova regra Wild Card da WWE. No episódio de 7 de maio do SmackDown Live, eles não conseguiram recuperar o Campeonato de Duplas do SmackDown de Bryan e Rowan. No Money in the Bank, eles derrotaram Bryan e Rowan em uma luta sem o título em jogo. Eles continuaram sua rivalidade com o The Revival, onde os dois times trocaram vitórias entre si. No episódio do Raw de 10 de junho, tanto The Usos quanto The Revival competiram em uma luta triple threat pelo Campeonato de Duplas do Raw, contra os campeões Curt Hawkins e Zack Ryder, que The Revival venceu. No Extreme Rules, The Usos desafiou The Revival pelos títulos, onde não tiveram sucesso. Após a prisão de Jimmy por dirigir sob influência (DUI), a dupla ficou fora da televisão pelo restante do ano.
No episódio do SmackDown de 3 de janeiro de 2020, The Usos fez um retorno surpresa mais uma vez como parte da marca SmackDown, ajudando Roman Reigns em um ataque de King Corbin e Dolph Ziggler. Os Usos então lutaram pelo Campeonato de Duplas do SmackDown no Elimination Chamber e na WrestleMania 36, onde não tiveram sucesso novamente. Durante a luta na WrestleMania, Jimmy sofreu uma lesão legítima no joelho, deixando-o fora do ringue por tempo indeterminado.

#### The Bloodline (2020–2023)
No episódio de 4 de setembro do SmackDown, depois que Big E foi atacado e ferido (kayfabe), Jey tomou o lugar de Big E em uma luta fatal 4-way contra Matt Riddle, King Corbin e Sheamus, onde o vencedor ganharia uma luta pelo Campeonato Universal no Clash of Champions contra Roman Reigns, que havia recentemente se tornado vilão. Jey venceu ao fazer o pin em Riddle, garantindo a primeira oportunidade de sua carreira por um título individual. Ele foi derrotado no Clash of Champions, quando Jimmy apareceu e jogou a toalha em seu nome. Jey então recebeu uma revanche no Hell in a Cell em uma luta "I Quit" Hell in a Cell, mas perdeu novamente. Após o evento, ele se aliou a Roman Reigns, tornando-se vilão no processo. No especial de WrestleMania do SmackDown, em 9 de abril de 2021, Jey venceu o Andre the Giant Memorial Battle Royal, marcando sua primeira grande conquista individual na WWE.

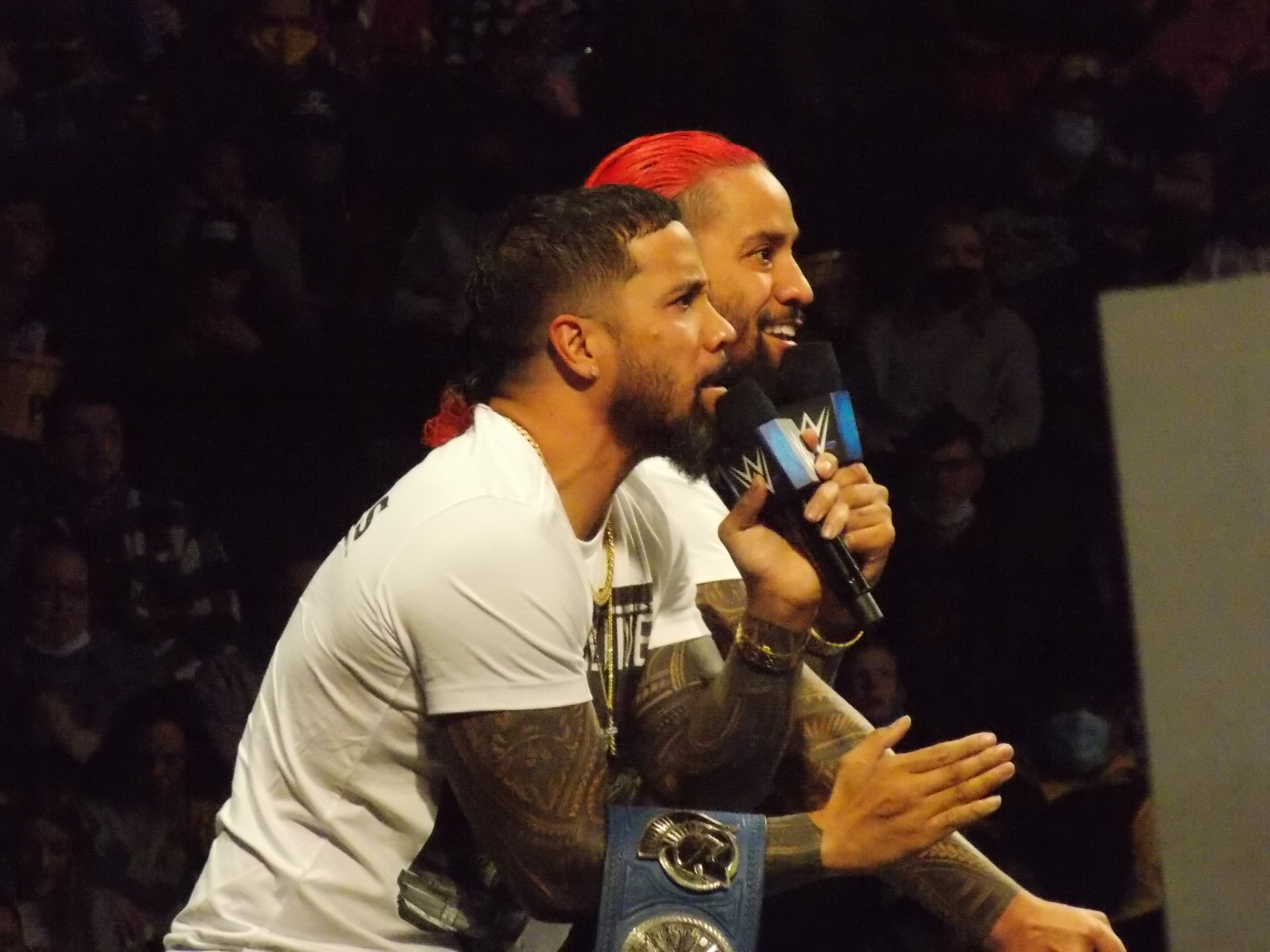
The Usos em 2022.

Depois que Jimmy voltou de uma lesão no episódio de 7 de maio do SmackDown, houve um conflito inicial entre The Usos e Reigns antes de todos se reconciliarem e formarem uma facção, com Jimmy se tornando um vilão no processo. No pré-show do Money in the Bank, em 18 de julho, The Usos conseguiu capturar seu quinto Campeonato de Duplas do SmackDown ao derrotar The Mysterios (Rey e Dominik). No SummerSlam, em 21 de agosto, The Usos venceram The Mysterios em uma revanche para reter os títulos.
Em 16 de janeiro de 2022, eles quebraram seu recorde anterior de 182 dias como os campeões de duplas do SmackDown com o reinado mais longo. Na WrestleMania 38, The Usos derrotaram Shinsuke Nakamura e Rick Boogs para manter o campeonato. No WrestleMania Backlash, The Usos e Reigns derrotaram RK-Bro (Randy Orton e Riddle) e Drew McIntyre em uma luta de trios. No episódio de 20 de maio do SmackDown, The Usos, com interferência externa de Reigns, derrotaram RK-Bro para ganhar o Campeonato de Duplas do Raw, tornando-se os campeões indiscutíveis de duplas da WWE. Isso deu aos Usos seu terceiro reinado como campeões de duplas do Raw (e o primeiro reinado com o título desde 2014), além de torná-los a primeira equipe a deter simultaneamente os títulos de duplas do Raw e do SmackDown. No Money in the Bank, The Usos mantiveram seus títulos indiscutíveis contra The Street Profits de forma controversa, com The Usos vencendo por pinfall, apesar do ombro de Montez Ford estar fora do tatame. Uma revanche entre as equipes foi marcada para o SummerSlam, com um árbitro convidado especial, posteriormente revelado como Jeff Jarrett.
Em 18 de julho, The Usos ultrapassou a marca de 365 dias como campeões de duplas do SmackDown, tornando-se o primeiro time a deter os títulos por um reinado contínuo de um ano inteiro. No SummerSlam, The Usos se manteve com sucesso contra The Street Profits. No Crown Jewel em 5 de novembro, The Usos manteve com sucesso os títulos contra The Brawling Brutes (Butch e Ridge Holland). No episódio de 11 de novembro do SmackDown, eles mantiveram seus campeonatos contra The New Day (Kofi Kingston e Xavier Woods), garantindo assim que se tornariam os campeões masculinos de duplas com o reinado mais longo no plantel principal da WWE, um recorde anteriormente estabelecido pelo The New Day, com 483 dias. Em 14 de novembro de 2022, The Usos quebrou oficialmente o recorde do The New Day com o campeonatos de duplas do plantel principal e, em 28 de novembro, eles quebraram o recorde do Gallus de 497 dias com o Campeonato de Duplas do NXT UK para se tornar a dupla masculina com o reinado mais longo como campeões da história da WWE, independentemente do campeonato ou status do plantel. No Survivor Series WarGames em 26 de novembro, The Bloodline (The Usos, Roman Reigns, Solo Sikoa e Sami Zayn) derrotaram The Brawling Brutes, Drew McIntyre e Kevin Owens em uma luta WarGames.
As tensões entre The Usos e Zayn ressurgiram nas semanas seguintes. Depois que Reigns manteve o Campeonato Indiscutível Universal da WWE no Royal Rumble contra Kevin Owens, os Usos derrotaram Owens e algemaram-no nas cordas do ringue. Depois de se recusar a bater em Owens, Zayn bateu em Reigns com uma cadeira de aço, virando face. Jimmy, Sikoa e Reigns então atacaram Zayn, enquanto Jey observava, até decidir sair do ringue em sinal de desaprovação. Após o evento, Jey declarou no Instagram que "estava fora" e não apareceu no episódio seguinte do SmackDown. Ele apareceria no episódio de 10 de fevereiro do SmackDown para reter o Campeonato de Duplas do SmackDown com Jimmy contra Braun Strowman e Ricochet. Antes do episódio terminar, Reigns, através de Heyman, informou aos Usos para ficarem em casa durante o episódio da semana seguinte do SmackDown e o Elimination Chamber no Canadá. Isso serviu para afastar The Usos da história, pois eles possivelmente não poderiam entrar no Canadá devido ao histórico de DUI. No entanto, Jimmy esteve presente no evento em 18 de fevereiro, ajudando Reigns a reter seu título, enquanto Jey apareceu para tentar, sem sucesso, impedir Reigns de atacar Zayn com uma cadeira.
No episódio do Raw de 6 de março, Jey apareceu no meio da multidão durante a luta de Jimmy contra Zayn, que Jimmy perdeu. Após a luta, Jey abraçou Zayn e depois deu um Superkick neste último, afirmando a lealdade de Jey ao The Bloodline. Os Usos e Sikoa então atacaram Zayn antes de Cody Rhodes sair correndo para salvar Zayn. No episódio do Raw de 20 de março, Owens e Zayn, reunidos, desafiaram The Usos pelo Campeonato Indiscutível de Duplas da WWE na WrestleMania 39, que The Usos aceitaram. Na Noite 1 da WrestleMania em 1º de abril, os Usos participaram do evento principal da WrestleMania pela primeira vez em suas carreiras, onde perderam os títulos para Owens e Zayn, encerrando assim seu reinado com o título de duplas do Raw em 316 dias e seu reinado recorde com o título de duplas do SmackDown em 622 dias. Esta luta também marcou a primeira vez que um combate de duplas foi o evento principal da WrestleMania desde o show inaugural. A luta foi avaliada com cinco estrelas por Dave Meltzer e se tornou a oitava luta do plantel principal da WWE a receber cinco estrelas e a primeira na carreira dos Usos a receber tal classificação. Após a derrota, Reigns começou a ignorá-los e a depender de Sikoa, chegando a se inserir ao lado dele em uma luta pelo título no Night of Champions. Eles não conseguiram conquistar o Campeonato Indiscutível de Duplas da WWE em sua revanche contra Owens e Zayn no episódio de 28 de abril do SmackDown.

#### Sucesso como competidor individual (2023–presente)

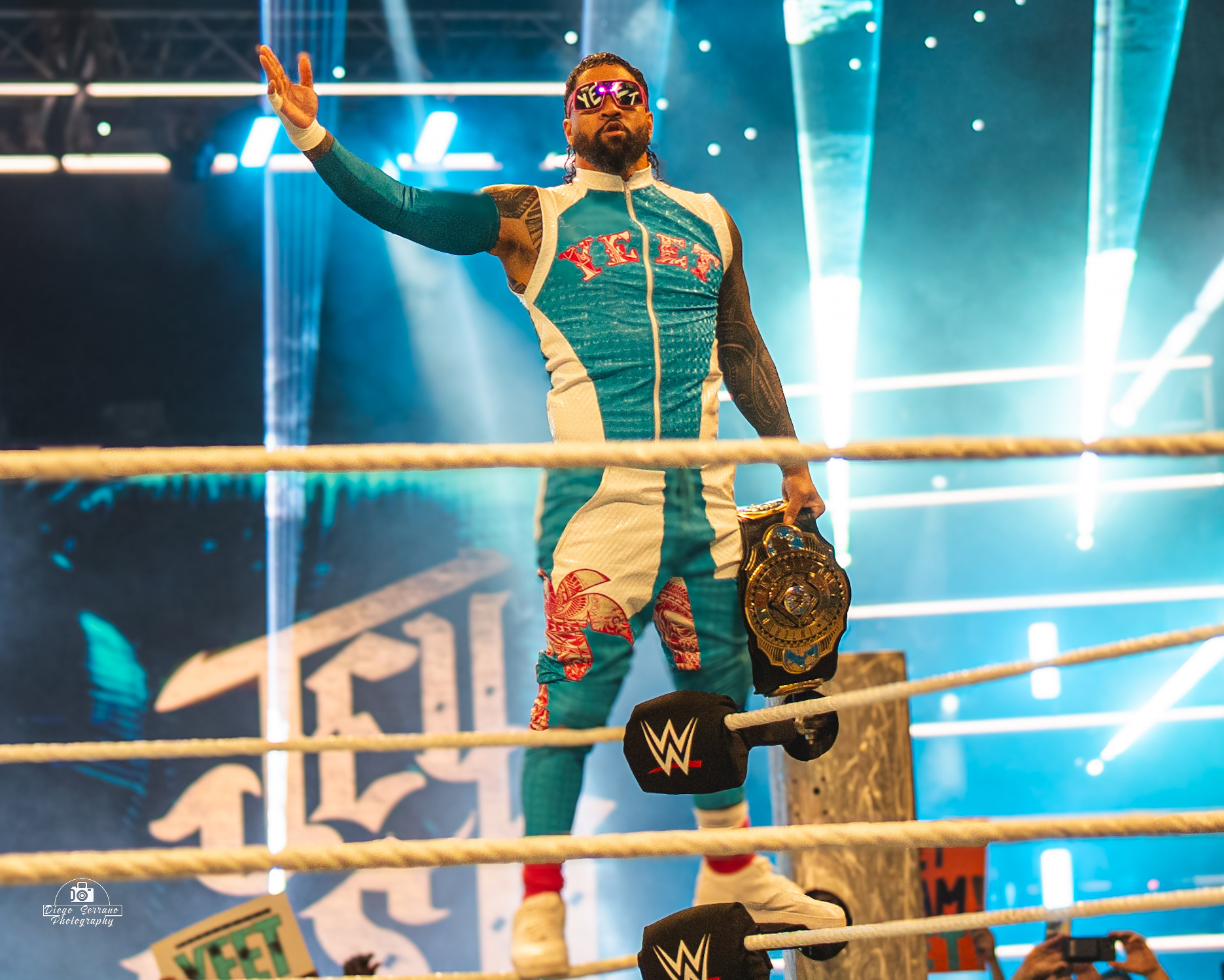
Jey Uso como campeão intercontinental da WWE em 2024.

No Night of Champions, Jimmy se tornou face no processo, depois que ele e Jey custaram a Reigns e Sikoa a luta pelo Campeonato Indiscutível de Duplas da WWE, com Jimmy dando um superkick em Reigns por maltratá-los. Jimmy foi oficialmente excomungado do The Bloodline por suas ações no Night of Champions no episódio de 2 de junho do SmackDown, durante a celebração dos 1.000 dias de Reigns como campeão universal. No episódio de 9 de junho do SmackDown, Heyman ofereceu a Jey uma oportunidade pelo Campeonato dos Estados Unidos contra Austin Theory, tentando convencê-lo a deixar Jimmy. Jey perdeu a luta após Jimmy, que estava salvando Jey do ataque de Pretty Deadly, atacá-lo por engano enquanto tentava acertar Sikoa, que havia tentado atacar Jimmy. No episódio da semana seguinte do SmackDown, Jey se uniu a Jimmy e deixou The Bloodline ao chutar Reigns, tornando-se face pela primeira vez desde 2020. The Usos então aplicaram superkicks em Sikoa e Reigns. Em 1º de julho, no Money in the Bank, The Usos derrotaram Reigns e Sikoa em uma luta de duplas "Bloodline Civil War" com Jey fazendo o pin em Reigns. Esta foi a primeira derrota direta por pinfall de Reigns desde dezembro de 2019 no TLC: Tables, Ladders & Chairs.
Em 5 de agosto, no SummerSlam, Jey enfrentou Reigns pelo Campeonato Indiscutível Universal da WWE em um Combate Tribal. Jey tentou fazer o pin em Reigns durante os momentos finais da luta, mas Jimmy parecia ter se virado contra Jey ao puxá-lo para fora do ringue e acertá-lo com um superkick, permitindo que Reigns vencesse. No entanto, no episódio de 11 de agosto do SmackDown, Jimmy explicou que suas ações foram motivadas pelo medo de que, se Jey se tornasse o novo Chefe Tribal, o poder o corromperia. Jey respondeu aplicando superkicks em Reigns, Sikoa e, finalmente, Jimmy. Depois, ele declarou que estava deixando a WWE. Jey retornou no Payback em 2 de setembro, aparecendo no The Grayson Waller Effect com Cody Rhodes e anunciando que mudaria de marca, indo do SmackDown para o Raw.
Após se juntar ao Raw, Uso recebeu uma oferta do The Judgment Day (Finn Bálor, Damian Priest, "Dirty" Dominik Mysterio e Rhea Ripley) para se juntar ao grupo. No episódio de 18 de setembro do Raw, ele recusou a oferta, atacando Bálor, Priest e Mysterio antes de perder uma luta para Drew McIntyre. Após a luta, Bálor, Priest e Mysterio atacaram Uso, com McIntyre se recusando a ajudar ou aceitá-lo devido ao seu passado com The Bloodline, até que Cody Rhodes veio salvar Uso. No Fastlane, em 7 de outubro, Uso e Rhodes derrotaram Bálor e Priest para conquistar o Campeonato Indiscutível de Duplas da WWE. Ele se tornou a primeira pessoa a conquistar o campeonato de duplas da WWE duas vezes como Campeonato Indiscutível de Duplas da WWE. Individualmente, com o título indiscutível, esse foi o seu quarto reinado com o Campeonato de Duplas do Raw e o sexto com o Campeonato de Duplas do SmackDown. Isso também marcou a primeira vez que Uso ganhou um campeonato de duplas da WWE sem seu irmão Jimmy. Uso e Rhodes seguiram retendo seus títulos contra Kevin Owens e Sami Zayn, e Austin Theory e Grayson Waller nos episódios seguintes do Raw e SmackDown. No entanto, perderam os títulos de volta para Bálor e Priest em uma revanche no episódio de 16 de outubro do Raw, após interferência de Jimmy, encerrando seu reinado em 9 dias. Isso, no entanto, lhe deu a distinção de ter o Campeonato de Duplas do SmackDown pelo maior número de dias acumulados em seus seis reinados, com 1.011 dias (1.010 dias reconhecidos pela WWE). Uso e Rhodes não conseguiram recuperar os títulos de Bálor e Priest após interferência de McIntyre, que logo revelou ter aceitado a oferta de Rhea Ripley para se aliar ao The Judgment Day no Survivor Series: WarGames, a fim de punir Uso. No evento de 25 de novembro, Uso, Rhodes, Zayn, Seth "Freakin" Rollins e Randy Orton, que fez o seu retorno, derrotaram McIntyre e The Judgment Day (Priest, Bálor, Mysterio e JD McDonagh) em uma luta WarGames. No episódio de 4 de dezembro do Raw, Uso desafiou Rollins pelo Campeonato Mundial dos Pesos Pesados, mas foi derrotado. No Royal Rumble, em 27 de janeiro, Uso entrou na luta Royal Rumble como número 1, durando 50 minutos e eliminando JD McDonagh antes de ser eliminado por Gunther.
Na Noite 1 da WrestleMania XL em 6 de abril, Uso derrotou seu irmão Jimmy por pinfall. Na noite seguinte, Uso interferiu no evento principal entre Reigns e Cody Rhodes, atacando Jimmy e o derrubando por uma mesa na rampa de entrada. Na noite seguinte no Raw, Uso venceu uma luta fatal four-way para se tornar o desafiante número 1 pelo Campeonato Mundial dos Pesos Pesados no Backlash France, com a ajuda de CM Punk. No evento em 4 de maio, ele não conseguiu conquistar o título de Priest após interferência de JD McDonagh e Finn Bálor. Dois dias depois, no Raw, ele substituiu um lesionado Drew McIntyre no torneio King of the Ring, derrotando Finn Bálor na primeira rodada, e Ilja Dragunov para avançar para as semifinais do torneio, onde perdeu para Gunther. No episódio de 17 de junho do Raw, Uso derrotou Rey Mysterio e Finn Bálor para se classificar para a luta Money in the Bank masculina de escadas no Money in the Bank. No evento de 6 de julho, ele não conseguiu pegar a maleta, que foi vencida por Drew McIntyre. No episódio de 9 de setembro do Raw, Uso derrotou Pete Dunne, Ilja Dragunov e Braun Strowman em uma luta fatal four-way para se tornar o desafiante número 1 pelo Campeonato Intercontinental. No episódio de 23 de setembro do Raw, Uso derrotou Bron Breakker para conquistar o título, seu primeiro campeonato individual em sua carreira na luta livre profissional. Além disso, ele e seu pai Rikishi se tornaram apenas a segunda dupla pai e filho a conquistar o Campeonato Intercontinental, após Mr. Perfect e seu filho Curtis Axel. No episódio de 7 de outubro do Raw, Uso derrotou Xavier Woods para reter seu título na sua primeira defesa. Após a luta, Uso foi atacado por Breakker.
No episódio de 14 de outubro do Raw, Uso foi confrontado por seu irmão Jimmy, que tentou fazer as pazes, mas Uso recusou. Na semana seguinte no Raw, Uso perdeu o Campeonato Intercontinental de volta para Breakker após a interferência da Bloodline (agora composta por Sikoa, Tama Tonga, Tonga Loa e Jacob Fatu), encerrando seu reinado de 28 dias. No episódio de 25 de outubro do SmackDown, Uso ajudou Jimmy e Roman Reigns a atacarem a Bloodline, e os dois irmãos então se abraçaram no ringue, reunindo The Usos. No episódio de 1º de novembro do SmackDown, Uso concordou em formar uma equipe com Reigns e Jimmy contra a Bloodline no Crown Jewel, mas somente se Roman o tratasse como igual e não como um subordinado, o que Reigns concordou ao dizer a frase característica de Jey: "Yeet". O trio então fez o gesto dos "ones", uma pose famosa durante seu tempo na Bloodline. No evento de 2 de novembro, The Usos e Reigns perderam para Sikoa, Tonga e Fatu em uma luta de trios, com Sikoa fazendo o pin em Reigns. No Survivor Series: WarGames, em 30 de novembro, Jey, Jimmy, Reigns, Sami Zayn e CM Punk derrotaram a Bloodline e Bronson Reed em uma luta WarGames. No Saturday Night's Main Event em 25 de janeiro de 2025, Uso desafiou Gunther pelo Campeonato Mundial dos Pesos Pesados, mas não conseguiu conquistar o título.
Na semana seguinte, no Royal Rumble, Uso entrou na luta Royal Rumble como o participante #20, e venceu ao eliminar John Cena por último, tornando-se o quarto lutador de ascendência samoana a vencer a luta Royal Rumble, após Yokozuna em 1993, The Rock em 2000 e Roman Reigns em 2015. No episódio de 10 de fevereiro do Raw, Uso anunciou que enfrentaria Gunther em uma revanche pelo Campeonato Mundial dos Pesos Pesados na WrestleMania 41. Em 19 de abril de 2025, na Noite 1 da WrestleMania 41, Uso derrotou Gunther por submissão na luta de abertura para conquistar o título.

## Outras mídias
Ele estrelou o primeiro episódio de Outside the Ring, onde ele e seu irmão, Jimmy Uso, prepararam um tradicional churrasco de Samoa.
Jey fez sua estreia no videogame na WWE '13 como um DLC. The Usos não estavam no WWE 2K14, mas retornaram no WWE 2K15, e continuaram a aparecer no WWE 2K16, WWE 2K17, WWE 2K18, WWE 2K19, WWE 2K20, WWE 2K22, WWE 2K23, WWE 2K24 e WWE 2K25. Ele também apareceu sem créditos em Countdown com Dolph Ziggler, Roman Reigns e Big Show e seu irmão Jimmy Uso, bem como no filme de animação The Jetsons & WWE: Robo-WrestleMania!, no qual desempenhou o papel de Usobots.
Jey fez uma breve aparição no reality show Total Divas devido ao fato de seu irmão, Jimmy, ser casado com a estrela do Total Divas, Naomi.
Jey aparece regularmente no canal UpUpDownDown de Xavier Woods no YouTube, onde atende pelo apelido de 'Jucey'. Ele desafiou Kofi Kingston pelo título em um jogo de Tetris, onde derrotou Kingston para ganhar o campeonato. Jimmy então derrotaria Jey em uma partida de dois de três de The King of Fighters XIV para ganhar o campeonato. Ele perdeu o título para Samoa Joe em um jogo de World Heroes.
Depois de ser nomeado o candidato número um ao Campeonato Universal da WWE em setembro de 2020, ele apareceu em um episódio da minissérie de documentários da WWE Network, WWE Chronicle.

## Vida pessoal
Fatu é de ascendência samoana. Como filho do membro do Hall da Fama da WWE, Solofa Fatu Jr. (Rikishi), irmão gêmeo de Jon Fatu (Jimmy Uso) e irmão de Sefa Fatu (Solo Sikoa), ele também faz parte da família Anoaʻi. Ele é primo de primeiro grau, uma vez removido, de atuais e ex-lutadores da WWE, como Afa Anoaʻi Jr. (Manu), Samula Anoaʻi (Samu), o falecido Matt Anoaʻi (Rosey), Joe Anoaʻi (Roman Reigns), Sean Maluta, o falecido membro do Hall da Fama, Rodney Anoaʻi (Yokozuna), Lloyd Anoaʻi (L.A Smooth), Lance Anoaʻi e Jacob Fatu. Ele também é sobrinho de Sam Fatu (The Tonga Kid), o falecido Eddie Fatu (Umaga) e dos membros do Hall da Fama da WWE, o falecido Afa e Sika Anoaʻi. Ele também é relacionado através de uma irmandade de sangue entre seu bisavô Reverend Amituana'i Anoaʻi, Pita (Peter) Maivia, James (Jimmy) Snuka, James Reiher-Snuka (Deuce), Sarona Snuka Polamalu (Tamina) e Dwayne Johnson (The Rock). Seu nome artístico "uso" significa "irmão" na língua samoana. De 2011 a 2016, ele se apresentou com a dança de guerra samoana, Siva Tau, antes de suas lutas.
Uso é casado com sua namorada do ensino médio, Takecia Travis, desde 8 de janeiro de 2015. O casal se conheceu na Escambia High School, onde começaram a namorar. Eles têm dois filhos: Jaciyah e Jeyce. O casal também tem três buldogues franceses chamados Pongo, Mumble e Jax.

## Questões legais
Fatu foi preso em janeiro de 2018 por DUI no condado de Hidalgo, Texas, após se apresentar em um evento ao vivo da WWE realizado na Payne Arena de Hidalgo. Ele foi libertado no mesmo dia após depositar uma fiança de fiança pessoal de US$ 500.
Como resultado das acusações, ele e seu irmão, Jonathan, foram geralmente proibidos de entrar no Canadá, embora tenham recebido permissão especial para entrar no país para o evento Elimination Chamber da WWE em 2023.

## Títulos e prêmios
- CBS Sports
  - Rivalidade do Ano (2020) vs. Roman Reigns[8]
  - Dupla do Ano (2018) com Jimmy Uso[175]
- ESPN
  - Melhor História do Ano (2022) como parte do The Bloodline e Sami Zayn[176]
  - Dupla do Ano (2022) com Jimmy Uso[176]
- Florida Championship Wrestling
  - Campeonato de Duplas da FCW Florida (1 vez) – com Jimmy Uso[177]
- New York Post
  - História do Ano (2022) como parte do The Bloodline e Sami Zayn[178]
- Pro Wrestling Illustrated
  - Facção do Ano (2022) – como parte do The Bloodline
  - Dupla do Ano (2014) – com Jimmy Uso[179]
  - PWI o colocou na #17ª posição dos 500 melhores lutadores individuais em 2024[180]
  - PWI o colocou na #1ª posição no PWI Tag Team 50 em 2022 – com Jimmy Uso[181]
- Rolling Stone
  - Dupla do Ano (2017) com Jimmy Uso[182]
- Wrestling Observer Newsletter
  - Rivalidade do Ano (2023) como parte do The Bloodline vs. Kevin Owens e Sami Zayn[183]
- WWE
  - Campeonato Mundial dos Pesos Pesados (1 vez)
  - Campeonato Intercontinental da WWE (1 vez)
  - Campeonato de Duplas do Raw da WWE[a] (4 vezes) – com Jimmy Uso (3) e Cody Rhodes (1)[b][184]
  - Campeonato de Duplas do SmackDown da WWE (6 vezes) – com Jimmy Uso (5) e Cody Rhodes (1)[c][185]
  - Royal Rumble masculino (2025)
  - André the Giant Memorial Battle Royal (2021)[9]
  - Slammy Award (2 vezes)
    - Dupla do Ano (2014, 2015) – com Jimmy Uso[186][187]